# Protestantisme au Cameroun

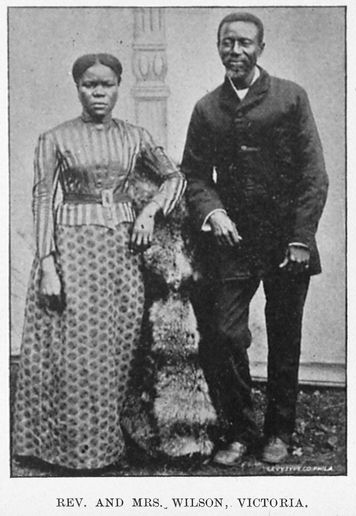
Un pasteur et sa femme à Victoria en 1895

Le protestantisme s'est développé au Cameroun à partir du milieu du XIXe siècle, en parallèle avec le catholicisme. Dans un pays où plus de la moitié de la population est chrétienne, ils sont particulièrement présents dans les régions anglophones du pays – le Nord-Ouest et le Sud-Ouest – ainsi que dans les grandes villes. Le Conseil des Églises protestantes du Cameroun réunit la plupart des obédiences.

## Histoire
Les missionnaires protestants ont fortement marqué l'histoire du pays, à commencer par les baptistes, arrivés par la côte, et dont le Jamaïcain Joseph Merrick et l'Anglais Alfred Saker sont les figures emblématiques. Le relais local est pris par le pasteur Adolph Lotin Same qui fonde la Native Baptist Church.

Ils sont suivis par les presbytériens américains (American Presbyterian Mission), français et suisses, les baptistes américains et les missions protestantes françaises (Société des missions évangéliques de Paris). La Mission de Bâle œuvre au Cameroun à la demande des autorités allemandes, lorsque le pays devient un protectorat allemand (Kamerun) en 1884, mais perd de son influence après 1914.
Les luthériens norvégiens et américains, les adventistes et les témoins de Jéhovah s'installent à leur tour au Cameroun.
À côté des Églises historiques, de nouveaux mouvements, tels que le pentecôtisme, le néo-pentecôtisme, les Églises de réveil, se développent à partir des années 1990, notamment au travers d'églises dites « portatives », ou House church.

## Situation actuelle

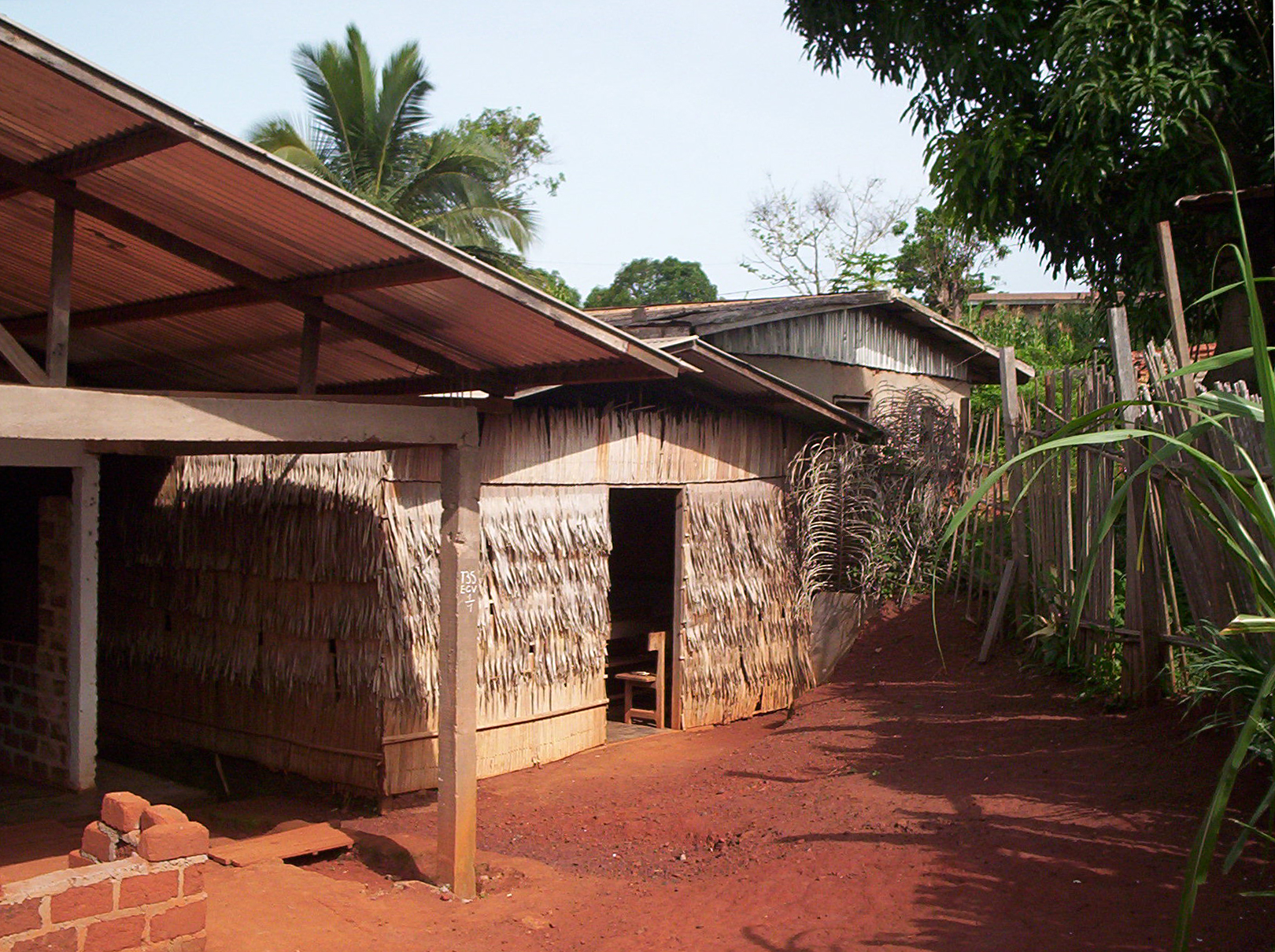
Église protestante à Abong-Mbang

La proportion actuelle de protestants au Cameroun varie selon les sources. Un rapport américain de 2014 s'appuyant sur les données du recensement de 2005 avance le chiffre de 26 %
Les communautés protestantes les plus représentées sont les évangéliques, les baptistes, les presbytériens et les luthériens.

## Philatélie
En 1984, la République unie du Cameroun a émis un timbre de 70 F représentant le temple protestant de Marie Goecker à Yaoundé.